# 1692
1692 (MDCXCII) fue un año bisiesto comenzado en martes según el calendario gregoriano.

## Acontecimientos
- 7 de junio: en la isla caribeña de Jamaica, a las 11:43, un terremoto de 7,5 y un tsunami destruyen la ciudad de Port Royal. Fallece la mitad de la población de 6000 personas, y unos 2000 más murieron en los siguientes meses, debido a la peste.
- 8 de junio: En la Ciudad de México, más de 10 000 personas se rebelan en contra de la Corona Española e incendian edificios de la administración colonial como lo fue el Palacio Virreinal y el Ayuntamiento.
- 13 de septiembre: en Argentina, un terremoto de 7,0 destruye la ciudad salteña de Nuestra Señora de Talavera de Esteco.
- 19 de septiembre: en Salem (Massachusetts), fanáticos evangélicos realizan juicios espurios por brujería. Son asesinadas 19 mujeres y varios hombres.
- 24 de octubre: en La Habana (Cuba) sucede el huracán de San Rafael, el primero que quedó registrado en la Historia cubana.
- En España, el mariscal francés Jean II D'Estrées (1624-1707, comandante naval de Luis XIV) asalta Alicante.
- En la actual Arizona, el misionero jesuita italiano Eusebio Kino funda 24 misiones, poniendo el territorio bajo soberanía española.
- En Baltimore (Estados Unidos) se funda la Iglesia de Saint Paul.[1]

## Ciencia y tecnología
- En París, el matemático Guillaume de l'Hôpital da a conocer la famosa regla de L’Hôpital.

## Nacimientos
- 2 de abril: James Stirling, matemático escocés (f. 1770).
- 8 de abril: Giuseppe Tartini, compositor y violinista italiano (f. 1770).
- 16 de abril: Joan Gemmir i Lleonart y Fontanills, gobernador español de Costa Rica (f. 1747).
- 15 de junio: Giovanni Domenico Ferretti, pintor italiano (f. 1768).
- 17 de junio: Giovanni Pannini, arquitecto y paisajista italiano (f. 1765).
- 1 de septiembre: Egid Quirin Asam, yesista y escultor alemán del barroco tardío (1750).
- 25 de octubre: Isabel de Farnesio, esposa de Felipe V de España (f. 1766).
- 28 de octubre: José Fernando de Baviera príncipe vienés de Asturias (f. 1699).
- 7 de noviembre: Johann Gottfried Schnabel, escritor alemán (f. entre 1751 y 1758).
- 7 de noviembre: Giuseppe Zinanni, naturalista italiano (f. 1753).
- 21 de noviembre: Pedro de Lucuce y Ponce, científico, militar y matemático asturiano (f. 1779).
- 21 de noviembre: Unico Wilhem van Wassenaer, diplomático y compositor neerlandés (f. 1766).
- Andrés Reggio y Brachiforte, oficial siciliano de la Armada Española (f. 1780).

## Fallecimientos
- 5 de enero: Fernando de Valenzuela, político y poeta español (n. 1636).
- 10 de mayo: George Etherege (57), dramaturgo inglés (¿n. 1635?).
- 10 de julio: Heinrich Bach (76), organista alemán (n. 1615).
- 23 de julio: Gilles Ménage (78), gramático y escritor francés (n. 1613).
- 19 de septiembre: Giles Corey (80), granjero estadounidense, víctima de los seudojuicios por brujería en Salem (n. 1612).
- 6 de noviembre: Gedéon Tallemant des Réaux (72), escritor y poeta francés conocido por sus Historietas (n. 1619).
- 13 de noviembre: Josseph Penso de la Vega (42), economista y escritor judaizante español (n. 1650).
- 19 de noviembre: Thomas Shadwell, dramaturgo y poeta laureado inglés (n. 1642).
- 24 de diciembre: María Antonia de Austria (23), archiduquesa austriaca (n. 1669).
- Sebastián Alfonso (76), compositor español (n. 1616).
- Henry Muddiman (63), periodista y editor inglés (n. 1629)
- César Vichard de Saint-Réal (53), novelista francés (n. 1639).